# Limons
Limons é uma comuna francesa na região administrativa de Auvérnia-Ródano-Alpes, no departamento Puy-de-Dôme. Estende-se por uma área de 15 km². Em 2010 a comuna tinha 763 habitantes (densidade: 50,9 hab./km²).